# Семенівський район (Чернігівська область)
Семе́нівський райо́н — колишній район Чернігівської області України з центром у місті Семенівка. Район межує з Новгород-Сіверським, Корюківським Чернігівської області, Климовським та Стародубським районами Брянської області (Росія). Відстань до обласного центру: залізницею — 346 км: автомобільними шляхами — 168 км.
Клімат помірно континентальний, м'який з достатньою вологістю. Ґрунти дерново-підзолисті. Корисні копалини (нерудні): торф, глина, пісок.

## Історія
Територія району є частиною історичного українського краю Стародубщина, а сама адміністративна одиниця утворена у складі України 1926 — цей терен був повернутий зі складу РСФСР до України як відступне в ході стародубської суперечки українських комуністів з московськими, які 1919 анексували інтегральну частину УНР із центром в Стародубі (тепер у складі РФ).

## Історичні та природні пам'ятки
Під охороною держави — 102 пам'ятки історії та культури. Серед них 15 — археології, 5 — мистецтва, 2 — архітектури, 76 — пам'ятники воїнам-землякам. 20 ботанічних та гідрологічних заказників, залишки поселення епохи мезоліту (ІХ тисячоліття до н. е.) біля с. Баранівка та хут. Шведчина.

## Економіка
Семенівський район — один із небагатьох в області, в якому відроджується льонарство. У районі зберігся льонозавод у селі Іванпуть. У 2016 році льон-довгунець у районі вирощували на площі 352 га, на 1020 га вирощували льон-кучерявець. Усі посівні площі зібрані. На льонозавод надійшло майже 1500 тонн трести, що дозволить майже півроку стабільно працювати підприємству. Проблем зі збутом сировини нема. Переробка трести вже почалася, надійшли перші тонни льоноволокна.

## Населення
Національний склад населення за даними перепису 2001 року:
| Національність | Кількість осіб | Відсоток |
| -------------- | -------------- | -------- |
| українці       | 22286          | 94,98%   |
| росіяни        | 1054           | 4,49%    |
| білоруси       | 59             | 0,25%    |
| молдовани      | 13             | 0,06%    |
| інші           | 53             | 0,23%    |

Мовний склад населення за даними перепису 2001 року:
| Мова       | Кількість осіб | Відсоток |
| ---------- | -------------- | -------- |
| українська | 18859          | 80,37%   |
| російська  | 4551           | 19,39%   |
| білоруська | 20             | 0,09%    |
| інші       | 35             | 0,15%    |

## Персоналії
- Й. К. Каменецький — доктор медицини;
- А. Погорільський — письменник;
- О. Толстой — письменник;
- брати Жемчужнікови — поети;
- брати Маковські — художники;
- М. Я. Козик — художник;
- І. К. Пархоменко — художник;
- Зиков Іван Кирилович — доктор технічних наук, професор, автор більше, ніж 100 наукових робіт;
- Зиков Євген Кирилович — дослідник Антарктиди.

## Населені пункти, зняті з обліку
- Красний Городок († 1986)
- Острів († 1986)
- Глухівщина († 1992)
- Трудове († 1992)
- Осове († 1997)
- Бранок († 2005)
- Ганнівка († 2005)
- Городок († 2005)
- Парня († 2005)
- Дачне († 2013)
- Кути Перші († 2013)
- Логи († 2013)
- Михайлове († 2013)
- Парня († 2013)
- Ракужа († 2013)

## Політика
25 травня 2014 року відбулися Президентські вибори України. У межах Семенівського району була створена 31 виборча дільниця. Явка на виборах складала — 59,30% (проголосували 7 496 із 12 641 виборців). Найбільшу кількість голосів отримав Петро Порошенко — 30,52% (2 288 виборців); Юлія Тимошенко — 21,78% (1 633 виборців), Олег Ляшко — 13,33% (999 виборців), Сергій Тігіпко — 13,05% (978 виборців). Решта кандидатів набрали меншу кількість голосів. Кількість недійсних або зіпсованих бюлетенів — 1,64%.